# Joaquín García de la Garza
José Joaquín Sotelo García de la Garza (Pesquería Grande, Nuevo Reino de León; 5 de junio de 1781 – ibídem 19 de abril de 1845) Fue un político mexicano que fue gobernador del estado de Nuevo León en 2 ocasiones, de 1829 a 1833 y de 1837 a 1839; así como también fue el primer Alcalde de Santa Catarina. No García ni Garza

## Biografía
Nació en Pesquería Grande hoy conocido como el municipio de García el 5 de junio de 1781 en el seno del matrimonio formado por José Antonio García y Ana Josefa de la Garza. Por influencia de su madre ingresó al Seminario de Monterrey para seguir la carrera eclesiástica; sin embargo, interrumpió sus estudios debido a las acusaciones que le levantó un vecino de Pesquería Grande, reprochándole las "cartas seductoras" que enviaba a su mujer.
Joaquín García estuvo al servicio del estado de Nuevo León desde 1818. Fue diputado, tanto local como federal, en diferentes congresos. A la edad de 39 años fue elegido alcalde de la ciudad la Villa de Santa Catarina hasta el año de 1821, y el 17 de febrero de 1829 tomó posesión de la primera magistratura estatal, no sin antes renunciar al cargo de elección que ostentaba, en un rasgo de modestia y desinterés extraño para la época. García fue reelegido para el siguiente período constitucional, por lo que ocupó la gubernatura en dos períodos sucesivos, hasta el 17 de febrero de 1833.
Durante su mandato se dio cumplimiento a la ley dictada por el Congreso federal en 1827 para expulsar del país a los españoles, ya que muchos de éstos —alentados desde la península ibérica— abrigaban la esperanza de recuperar el poder que ostentaran durante la Colonia.
Las inquietudes en cuanto a la reconquista española se concretaron en julio de 1829, cuando el brigadier español Isidro Barradas, al mando de un ejército proveniente de Cuba, desembarcó en las costas de Tamaulipas. Esta intervención fue seguida de cerca por los habitantes de Nuevo León, que inmediatamente se organizaron para defender al país. En estos aprestos se distinguió el gobernador Joaquín García, quien cedió todo su suelo para gastos de campaña; acto seguido, numerosos vecinos contribuyeron en efectivo con el mismo objeto. Con gran entusiasmo se armaron mil hombres de infantería y 500 de a caballo; en este contingente fue despachado a Tampico, pero no tuvo oportunidad de participar en la acción porque para entonces la expedición del brigadier español ya había sido derrotada.
La administración de Joaquín García se caracterizó por su contribución al desarrollo económico y social de Nuevo León, con obras como la reparación de caminos, el primer proyecto de alumbrado público de Monterrey y el establecimiento de un correo semanal entre Monterrey y Matamoros. Se fundaron, además, las villas de San Pablo de Galeana, Santa María de los Aldamas y Santiago de Sabinas Hidalgo, así como las de Santiago y San Nicolás de los Garza.
Cabe destacar también que, por órdenes del gobernador García, se publicó la Colección de Leyes, Decretos y Circulares dictadas en el Estado entre 1824 y 1830. Por otra parte, durante el gobierno de don Joaquín se estableció en Monterrey Pascual Constanza, primer médico cirujano de Nuevo León y fundador de las cátedras de medicina general, cirugía, botánica y anatomía práctica.
Las ausencias temporales de Joaquín García en el gobierno fueron cubiertas por el vicegobernador Manuel Gómez de Castro (del 9 de noviembre al 30 de diciembre de 1829) y por Nicolas José de la Garza y Guerra (del 5 de septiembre al 12 de octubre de 1830).
Viudo de doña Carmen Treviño y casado en segundas nupcias con Victoria Treviño, Joaquín García mandó construir la capilla de Nuestra Señora de Guadalupe en su pueblo natal. Mientras tanto, su administración era impugnada por Manuel María de Llano desde el periódico El antagonista, que hacia 1832 se publicaba en Saltillo.
Algunos años después, en agosto de 1837, Joaquín García volvió a ocupar la gubernatura de Nuevo León, designado en esta ocasión por el presidente Anastasio Bustamante. Desempeñó el cargo hasta el 29 de julio de 1839; en este periodo de dos años se vería envuelto en conflictos entre centralistas y federalistas, mientras la nación sufría el embate de las tropas francesas por la Guerra de los Pasteles.
Joaquín García falleció en la villa de Pesquería Grande el 19 de abril de 1845 a la edad de 63 años, y fue sepultado en la capilla de la Agonía del Cristo, también constriuda por él en Pesquería Grande.
Fue abuelo de los gobernadores de Nuevo León Genaro Garza García y Canuto García.